# مطيافية الرنين المغناطيسي النووي

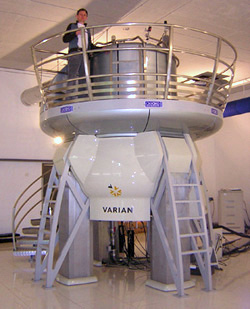
مطياف الرنين المغناطيسي النووي ذو 900 MHz مزود بمغنطيس 21.1 تسلا، في جامعة برمنغهام في بريطانيا

مطيافية الرنين المغناطيسي النووي (اختصاراً NMR)، وهي تقنية بحثية تستخدم الخواص المغناطيسية لبعض النويات الذرية. وهي تحدد الخواص الفيزيائية والكيميائية للذرات أو الجزيئات التي تضمها. وهي تعتمد على ظاهرة الرنين المغناطيسي النووي ويمكن أن تعطي معلومات تفصيلية عن بنية، وديناميكية، وحالة تفاعل، والبيئة الكيميائية للجزيئات. المجال المغناطيسي داخل الجزيء حول ذرة في جزيء ما يغير تردد الرنين، وهذا يعطي معلومات عن البنية الإلكترونية للجزيء.
يستخدم الكيميائيون والباحثون في الكيمياء الحيوية مطيافية الرنين المغناطيسي النووي للتحقق من خواص الجزيئات العضوية، مع أنه يستخدم على أي نوع من العينات التي تضم نويات ذات التفاف ذاتي.
طيف الرنين المغناطيسي النووي وحيد، وسهل الحل، ويمكن تحليله بسهولة، وغالبًا ما يمكن التنبؤ به للجزيئات الصغيرة. وبذلك فإنه يستخدم في الكيمياء العضوية لتأكيد هوية المادة. فالمجموعات الوظيفية المختلفة ممكنة التمييز بوضوح، والمجموعات الوظيفية المتطابقة مع المركبات المجاورة المغايرة ستعطي إشارات مميزة. وقد حل طيف الرنين المغناطيسي النووي محل اختبارات الكيمياء الرطبة التقليدية مثل كواشف اللون المستخدمة في تحديد المركبات بلونها. عيب هذه التقنية أنها تتطلب كمية كبيرة نسبيًا، 2-50 ملغ، من المادة النقية مع أنه يمكن استردادها. ويفضل أم تحل العينة في مذيب، لأن تحليل NMR للمواد الصلبة يتطلب آلة مطيافية للحالة الصلبة، وقد لا تعطي أطيافًا يمكن حلها بسهولة.
الفترة الزمنية لمطياف الرنين المغناطيسي النووي طويلة نسبيًا، ولذلك فهو غير مناسب لمراقبة الظواهر السريعة، ويعطي طيفًا متوسطًا فقط. ومع أن نسبة كبيرة من الشوائب يمكن أن تظهر في طيف NMR، إلا أنه توجد طرق أفضل للكشف عن الشوائب، فطريقة NMR بطبيعتها ليست حساسة جدًا.

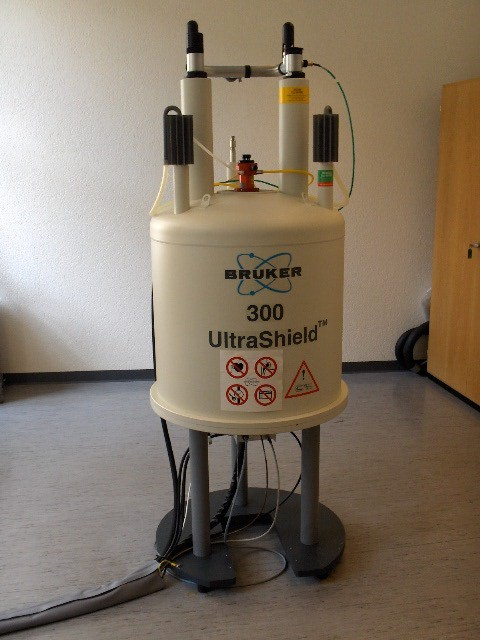
مغناطيس مطياف رنين نووي (300 ميجاهيرتز.

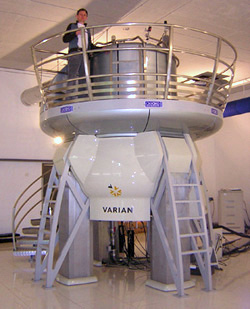
مطياف رنين نووي مغناطيسي ، يعمل بتردد 900MHz ومغناطيس شدته 21.1 تسلا في HWB-NMR, Birmingham

## المبدأ
تعتمد الطريقة على استغلال الرنين النووي المغناطيسي لأحد التفاعلات الرنانة بين العزم المغناطيسي للأنوية الذرية في العينة مع مجال مغناطيسي خارجي عالي التردد. تستخدم كعينات نظائر معينة، لها لف مغزلي نووي مختلف عن الصفر في حالتها القاعية. أمثال تلك النظائر: ذرات الهيدروجين (
1H); والديوتيريوم (2D);و الليثيوم (6Li); والبورون-10 (10B) والبورون-11 (11B)، والكربون (13C) ;و النيتروجين-15 (15N) ;و الأكسجين-17 (17O)، والكالسيوم-43 (43Ca).

## تاريخ

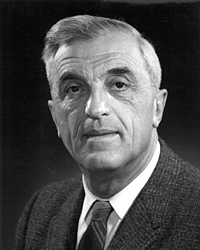
فيليكس بلوخ ,عام 1961

تعود مطيافية الرنين النووي إلى تجربة أوتو شترن التي أجراها في عام 1922 . بين من تلك التجربة أن فيضا من ذرات الفضة ينقسم إلى فيضين عند مروره خلال مجال مغناطيسي، كل فيض (شعاع) منهما يتكون من أنوية لها لف مغزلي إما علوي أو سفلي. وتعرف تلك التجربة في الفيزياء بتجربة شترن و جيرلاخ وقد حصل شترن على جائزة نوبل للفيزياء في عام 1943 على عمله هذا.
وفي عام 1946 أثبت فيليكس بلوخ وإدوارد بورسيل لأول مرة وجود الرنين النووي المغناطيسي، وحصلا على جائزة نوبل للفيزياء في عام 1952 . وعرضا في محاضرتهما أمام هيئة الجائزة أطيافا لانزياح جزيئات الإيثانول، وبذلك بدأت تقنية مطيافية الرنين النووي. وتطورت الطريقة واصبحت أحد الطرق الهامة لتعيين البنية الجزيئية الكيميائية. واستخدمت أولا طريقة تسمى «طريقة الموجة المستمرة» Continuous-Wave-(CW)-Method ، وفيها يغيرون تردد المجال المغناطيسي الذي يحدث الرنين تدريجيا بحيث تتأثر الأنوية وتبدأ الرنين عند ترددات معينة، الواحد تلو الآخر
.
وفي عام 1947 قام راسل فاريان وفيليكس بلوخ بتسجيل اخراع لمطياف رنين نووي. وقامت شركة «فاريان أسوسييشن» ببناء أو أجهزة مطياف الرنين النووي في بالو ألتو بالولايات المتحدة وعرضها في السوق. ونحو عام 1955 قامت شركة يابانية وهي «شركة جويل» ببناء تلك الأجهزة. ثم قامت العالمة الأمريكية «ميلدريد كون» في أوائل الستينيات من القرن الماضي باستخدام مطيافية الرنين النووي لدراسة عمليات التمثلي الغذائي على عينات جزيئات في المختبر. فكانت رائدة في هذا المجال وقامت بتطوير تطبيقاتها، ويتبعها الكثيرون من الباحثين في هذا المجال.

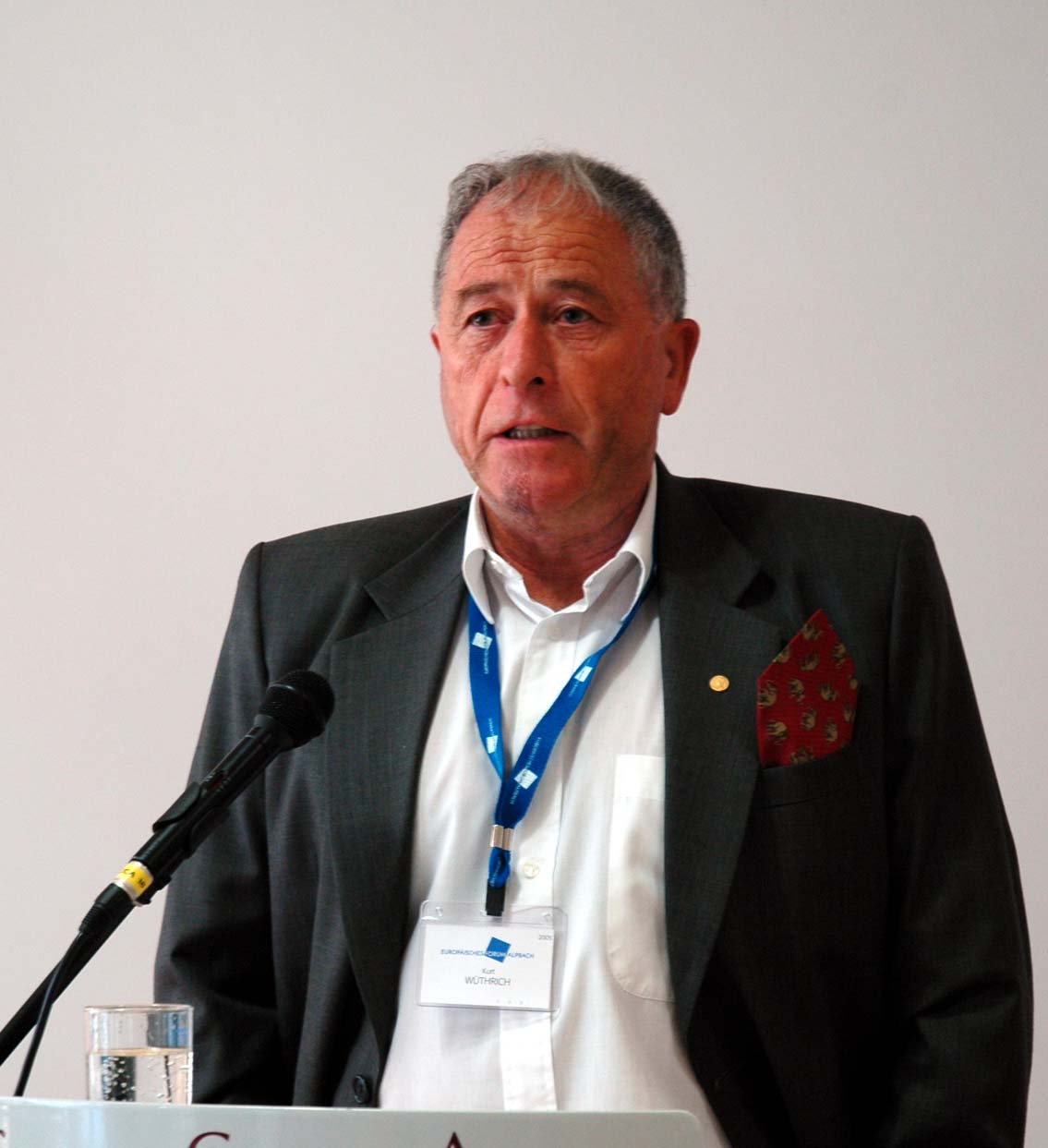
كورت فوتريش.

قام كورت فوتريش ومجموعته العلمية ببناء مطياف رنين نووي في بعدين 2D ومتعدد الأبعاد Multi-Dimensions-NMR واصبحت طريقة هامة في التحليل الكيميائي وعلى الأخص في تحليل بنية المبلمرات البيولوجية Biopolymere مثل البروتينات. وحصل فوتريش على جائزة نوبل في الكيمياء في عام 2002 على هذا التطبيق. ويختلف تحليل الرنين النووي لبنية الجزيئات عن تحليل البنية بأشعة إكس في أن طريقة «فوتريش» يمكن تطبيقها على تحليل بنية الجزيئات في سوائل.

## مبدأها الفيزيائي

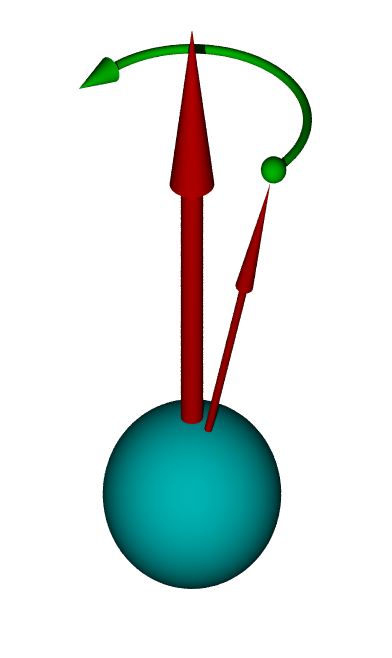
حركة بدارية العزم المغزلي للذرة حول اتجاه المجال المغناطيسي الخارجي.

يكون للجسيمات الأولية وكذلك ل نواة الذرة ذات لف مغزلي نووي {\displaystyle {\vec {I}}}
، يكون لها عزما مغناطيسيا بسبب شحنتها ولفها حول محورها.
ويرمز لهذا العزم المغناطيسي بالرمز {\displaystyle {\vec {\mu }}} .
ولا يمكن أن يتخذ اتجاه العزم المغناطيسي لأنوية الذرات أن تتخذ أي اتجاه عشوائي عند وجودها في مجال مغناطيسي خارجي وإنما تتخذ اتجاهات معينة يحدده العزم المغناطيسي للنواة. وعدد تلك الاتجاهات الممكنة يحددها عدد الكم المغزلي النووي {\displaystyle I} (انظر: تعددية). فلكل عدد كم مغزلي نووي {\displaystyle I} توجد عدد {\displaystyle 2I+1} من الاتجاهات، وينتمي لكل اتجاه عدد كم مغزلي نووي مغناطيسي {\displaystyle m_{I}} .
أمثلة:
- نواة الهيدروجين ولها لف مغزلي نووي {\displaystyle I={\tfrac {1}{2}}}: فيكون لها اتجاهين {\displaystyle m_{I}=+{\tfrac {1}{2}}} و {\displaystyle -{\tfrac {1}{2}}}
- نواة الديوتيريوم-ولها لف مغزلي نووي {\displaystyle I=1} : يكون لها ثلاثة اتجاهات

{\displaystyle m_{I}=+1} و {\displaystyle m_{I}=0} و {\displaystyle -1}.
في غياب مجال مغناطيسي خارجي تكون الحالات الواصفة ل {\displaystyle m_{I}} لها نفس الطاقة (انظر الانفطار. وعند اصليت مجالا مغناطيسيا من الخارج عليها تنفصل عن بعضها البعض ويصبح لكل منها مستوى طاقة مختلف عن الآخر قليلا (وهذا ما نشاهد في تأثير زيمان).
وتتعلق ظاهرة الرنين النووي بإثارة انتقالات اللف المغزلي النووي بين المستويات {\displaystyle m_{I}}
. وتتناسب الطاقة اللازمة {\displaystyle \Delta E} لإثارة الرنين تناسبا طرديا مع شدة المجال المغناطيسي الخارجي {\displaystyle B_{0}} ومع النسبة المغناطيسية الدورانية {\displaystyle \gamma } للنواة الذرية تحت الاختبار، وتنطبق المعادلة:
{\displaystyle \Delta E=\hbar \gamma B_{0}=\hbar \omega _{0}}.
تلك الطاقة تمتصها النواة من الموجة الكهرومغناطيسية المسلطة عليها من الخارج. ويظهر تردد الرنين في مطيافية الرنين النووي المغناطيسي في هيئة
تردد لارمور
{\displaystyle \omega _{0}} ، وهو تردد في نطاق الموجات الراديوية. وتعمل مطيافات الرنين النووي عادة عند رتيت تردد البروتون بين 300 ميجاهيرتز و 1000 ميجاهيرتز (1 جيجاهيرتز).
إذا كانت جميع ذرات 1H- أو 13C- تؤدي نفس تردد لارمور بعينه لكانت الطريقة ليست صالحة لتعيين بنية المادة. ففي الحقيقة يعتمد تردد الرنين على كل ذرة بنفسها وعلى المجالات المغناطيسية للذرات المحيطة بها. تلك المجالات المغناطيسية الداخلية تختلف في شدة تفاعلها مع المجال المغناطيسي الخارجي بسبب تأثير الغلاف الإلكتروني للذرة وكذلك تتأثر أيضا بمغناطيسية الأنوية المجاورة. وبسبب تلك الاختلافات في خواص الأنوية تـُستغل مطيافية الرنين النووي في تفسير بنيات الجزيئات المختلفة.

## تطبيقات
من أهم تطبيقات مطيافية الرنين النووي هو التصوير بالرنين المغناطيسي. وهي تستخدم في الطب لتشخيص الأورام. وقد طورها العلماء أيضا بحيث تصلح في دراسة وتشخيص الأعصاب والدماغ. كما يتزايد استخدام هذه الطريقة في العلوم الهندسية والجيولوجية.
يسهل اختبار العينات بواسطة مطيافية الرنين النووي إذا كانت الجزيئات مذابة في سائل ولا توجد معها مواد ذات مغناطيسية مسايرة. ويمكن إجراء مطيافية الرنين النووي أيضا على مواد صلبة ومواد ذات مغناطيسية متأسرة إلا أن تحليل نتائجها يكون مضنيا. تستخدم مطيافية الرنين النووي العالية الدقة للمواد الذائبة منها عدة تطبيقات:
- لتعيين مكونات عينة من دون افسادها،
- لتعيين بنيات الجزيئات (من الجزيئات الصغيرة إلى جزيئات البروتين، وأجزاء الحمض النووي،
- لتعيين التآثر بين الجزيئات.

## الأنوية المستخدمة
قابلية العزم المغناطيسي للنواة الذرية هي أضعف كثيرا من قابلية المواد ذات مغناطيسية مسايرة أو مغناطيسية مضادة (بنسبة:104). في المغناطيسية المعاكسة والمغناطيسية المسايرة فإن القابلية للمغنطة هي خاصية للإلكترونات في الغلاف الذري.
يمكن التأثير على أنوية ذرات الهيدروجين بتردد منخفض (عدة كيلوهيرتز) ومجال مغناطيسي ضعيف. وتهم طريقة الرنين النووي في تعيين بناء الجزيئات معقدة التركيب، إلا أن هذه تحتاج إلى استخدام ترددات عالية (60 ميجاهيرتز) ومجال مغناطيسي قوي تلك (1,4تسلا), بسبب حدوث انزياح كيميائي في المركب المحتوي على عدة ذرات للهيدروجين. وعادة تستخدم حيز واسع من الترددات وليس تردد واحد.
أنوية الذرات التي تحتوي على عدد فردي من البروتونات أو عدد فردي من النيوترونات يكون لها «سبن نووي»
I. ويمكن أن يكون عدد الكم المغزلي النووي مساويا 1/2, 1, 3/2, …, 9/2):
للأنوية ذات تكافؤ uu تكون I = n (أي تساوي 1,2,3)، بينما للأنوية ذات تكافؤ (فيزيائي)
gu أو ug تكون I = (2n+1)/2 (أي تكون أنصافا 1/2, 3/2, 5/2,...). وفي حالة نظير له عدد مزدوج من البروتونات والنيوترونات (وتسمى هذه أنوية ذات تكافؤ gg) تكون I = 0.
يصحب «السبن النووي» الذي لا يكون صفرا عزما مغناطيسيا. ويعتمد مقدار العزم المغناطيسي علي النسبة المغناطيسية الدورانية للنظير. ويتخذ اتجاه العزم المغناطيسي للنواة في وجود مجال معناطيسي خارجي الاتجهات التي تحدده له ميكانيكا الكم. فإذا كان
للنواة «سبن» I = ½ يكون شكل النواة كريا، وإذا كان للنواة سبن I > ½
يكون شكل النواة بيضويا، وبذلك يكون له أيضا عزما رباعي الأقطاب كهربي „eQ“, وهذا يمكن أن يتآثر مع مجال كهربائي خارجي. يتسبب هذا التفاعل الإضافي الكهربائي إلى زيادة عرض خطوط الرنين النووي المعناطيسي، وبالتالي يكون تفسيرها وتحليلها أصعب من حالة الخطوط الحادة، التي تنتج من أنوية ذات عزم مغزلي نووي (سبن) ½ .
الأنوية التي تستخدم بكثرة في تعيين بناء المركبات الكيميائية هي النظائر ذات «سبن» ½. منها النوكليدات 1H, و 13C, و 15N, و19F, و 29Si و 31P.
يمكن للأنوية ذات سبن 1/2 أن تتخذا مستويين اثنين للطاقة، إما أن تكون في اتجاه المجال المغناطيسي المسلط عليها من الخارج أو تكون في عكس اتجاهه. أي اتجاه آخر يكون ممنوعاً طبقاً لميكانيكا الكم. وينتسب الاتجاهين إلى مستويي طاقة مختلفتين. ويكون فرق الطاقتين لذلك المستويين متناسبا مع شدة المجال المغناطيسي الخارجي. ومعامل التناسب هو النسبة المغناطيسية الدورانية لنواة النظير المعني.
يمكن احداث انتقالات بين اتجاهات سبن النواة عن طريق تسليط موجات كهرومغناطيسية عليها من الخارج. عند ترددات معينة يظهر رنين للمجالات المغناطيسية (المجال الخارجي والمجال الناتج عن السبن). ويكون تردد الرنين متناسبا مع الفرق بين مستويي الطاقة لمغزلية النواة (سبن) ويسمى تردد لارمور.

توضيح بدارية نواة واحدة وعدة أنوية.

يوضح ذلك الرسم المجاور، فلنتخيل نظام إحداثيات يكون فيه اتجاه المجال المغناطيسي الخارجي موازيا للمحور z . فتوجه نواة ذات مغزلية 1/2 نفسها بحيث يكون متجه السبن موازيا أو معكوسا لاتجاه المجال المغناطيسي. وإذا أخذنا في الاعتبار عدة من تلك الانوية، ينشأ مخروطان معكوسان يمثلان بدارية السبن للحالة الموازية والحالة المعكوسة. ونظرا لاحتلاف مستويي الطاقتين للحالتين الموازية والمعكوسة ينشأ كثافة مختلفة للحالتين عند التوازن الحراري. يتبع هذا التوازن الحراري توزيع بولتزمان عند درجات الحرارة العالية وينتج عنه مغناطيسية زائدة في الاتجاه الموجب للمحور z .
تنتج نبضة الرنين النووي المغناطيسي عند تعريض العينة لتردد راديوي في وجود مجال معناطيسي. تتأثر مغزلية الأنوية بالمجال المغناطيسي بنبضة التردد الراديوي، وتنقلب محصلة متجه الأنوية. فلا يصبح موازيا للمحور z ، وإنما يتخذ زاوية بالنسبة له، وتتناسب تلك الزاوية مع شدة نبضة التردد الراديوي وزمنها. وفي العادة تبلغ النبضة بين 1–10  ميكروثانية. ويبلغ أقصي انحناء محصل اليبن بالنسبة لاتجاه المغناطيسية زاوية 90° .

## مطيافية رنين نووي وحيدة البعد

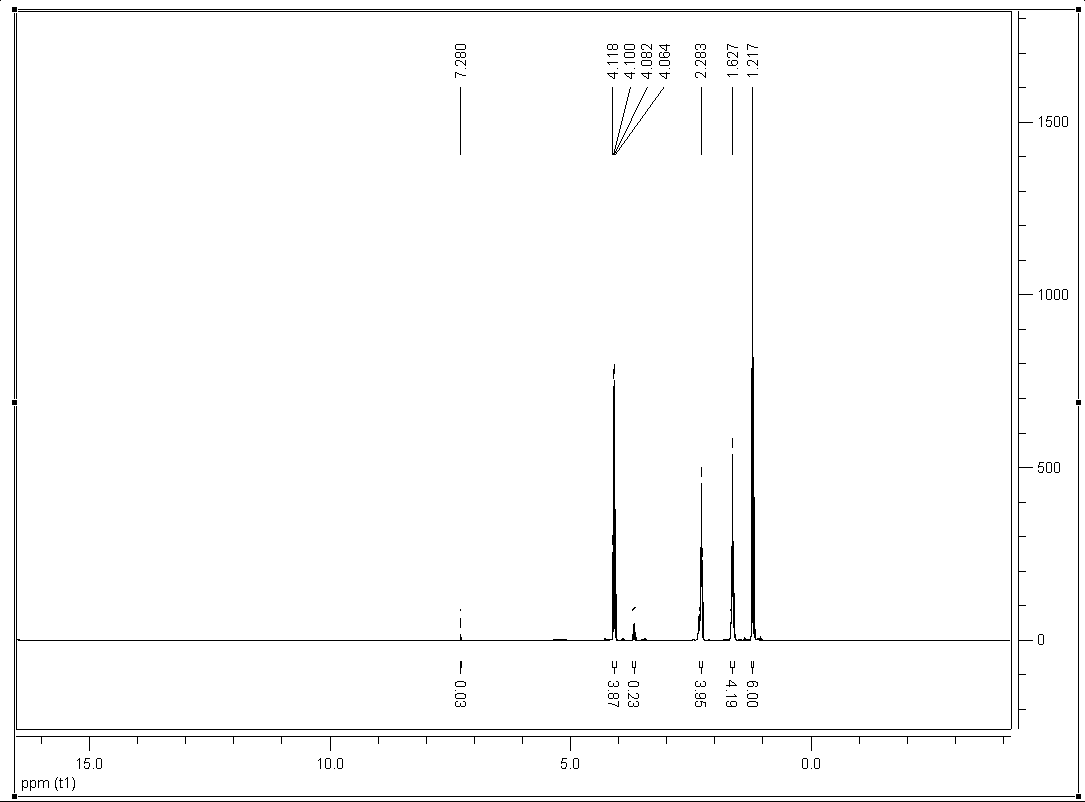
مثال لطيف الرنين النووي.

مطيافية الرنين النووي وحيدة البعد هي أكثر ما يستخدم لتعيين بناء المركبات الكيميائية. وعن طريقها يقاس انزياح كيميائي لإحدى الذرات عن مادة مرجعية. الهيدروجين 1H والكربون-13 13C لها انوية توجد في معظم المركبات العضوية ويمكن قياسها. وكذلك النتروجين-15 والفوسفور-31 والفلورين-19 وغيرها فيمكن استخدامها أيضا في مطيافية الرنين النووي.

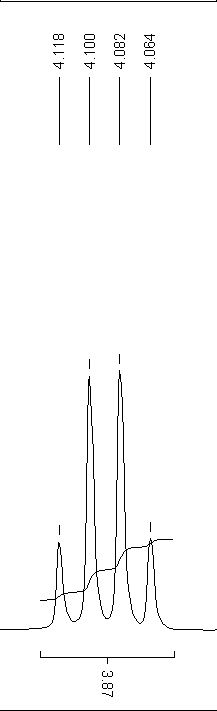
انشقاق خطوط طيف رباعي Quartett.

يختلف شكل الطيف المقاس باختلاف طريقة القياس. عند قياس أطياف 1H لا تستعمل عادة نظاقات واسعة للترددات. بذلك تتاح الفرصة لجميع ذرات الهيدروجين أن تربط «مغزليتها» بمغزلية نواة أخرى فيما يسمى تشابك سبن-سبن. بذلك تنتج نبضة عن انزاح كيميائي معين لذرة، وانقسام النبضة يعطي معلومات عن محيط تلك الذرة، ومنها يمكن استخلاص معلومات عن بنية المركب.
تقاس النظائر
13C, و 15N, و 31P, و 19F في معظم الأحيان من دون اشتباك مع النطاق الواسع لترددات 1H, بحيث لا يحدث انقسام لنبضة أنوية الهيدروجين 1H.

## اقرأ أيضاً
- ترابط مغزلي مداري
- عدد كم مغزلي
- نسبة مغناطيسية دورانية
- ذرة
- مدار ذري
- بدارية لارمور
- مغنطون بور
- مغنطون نووي
- علاج بالرنين المغناطيسي
- طريقة جوتمان-بيكيت
- انزياح كيميائي